# Peter Christian Trandberg
Peter Christian Trandberg, född 18 augusti 1832 i Nylars, Bornholm, död 18 juni 1896 i Minnesota, USA, var en dansk präst.
Nyårsdagen 1863 startade Trandberg en predikantskola på Lesleregård i Østermarie. Skolen hade 9 elever, bland andra smeden Christian Møller från Nexø.
23 juni 1863 ledde Trandberg ett stort friluftsmöte i Almindingen på Bornholm. Han talade inför bortåt 2 000 människor. Han meddelade att han lämnade Danska kyrkan för att bilda ”Den evangelisk-lutherske Frimenighed på Bornholm”
Den 30 juni reste Trandberg till Köpenhamn där han de kommande dagarna talade för stora skaror i Niels Grunnets församling varefter Trandberg och hans församling upptogs i Den evangelisk-lutherske frikirke i Danmark. 